# Ліснича вулиця (Київ)
Лісни́ча ву́лиця — вулиця в Голосіївському районі міста Києва, місцевість Віта-Литовська. Пролягає від Столичного шосе до кінця забудови.
Прилучається вулиця Дібровна.

## Історія
Вулиця виникла в 1-й половині XX століття. Сучасна назва — з 1957 року.

## Установи та заклади
- Загальноосвітня школа № 151 (буд. № 3)